# Финал Кубка европейских чемпионов 1968
Финал Кубка европейских чемпионов 1968 года — финальный матч розыгрыша Кубка европейских чемпионов 1967/68, 13-го сезона в истории Кубка европейских чемпионов — главного европейского турнира, в который приглашались чемпионы европейских футбольных чемпионатов. Этот футбольный матч состоялся 29 мая 1968 года на стадионе «Уэмбли» в Лондоне. В нём встретились английский клуб «Манчестер Юнайтед» и португальская «Бенфика». Чемпионы Португалии проиграли английской команде со счётом 1:4 в дополнительное время.
«Манчестер Юнайтед» стал первым английским клубом, выигравшим Кубок европейских чемпионов. Это произошло спустя год после победы шотландского «Селтика», ставшего первым британским клубом, выигравшим этот турнир в 1967 году. Победа в турнире также ознаменовала завершение десятилетнего периода перестройки «Манчестер Юнайтед» после мюнхенской авиакатастрофы 1958 года, в которой погибло восемь футболистов команды.

## Путь к финалу
| Манчестер Юнайтед                                              | Манчестер Юнайтед                                              | Манчестер Юнайтед                                              | Раунд          | Бенфика                                                     | Бенфика                                                     | Бенфика                                                     |
| -------------------------------------------------------------- | -------------------------------------------------------------- | -------------------------------------------------------------- | -------------- | ----------------------------------------------------------- | ----------------------------------------------------------- | ----------------------------------------------------------- |
| Манчестер Юнайтед                                              | 4:0                                                            | Хибернианс                                                     | Первый раунд   | Гленторан                                                   | 1:1                                                         | Бенфика                                                     |
| Хибернианс                                                     | 0:0                                                            | Манчестер Юнайтед                                              | Первый раунд   | Бенфика                                                     | 0:0                                                         | Гленторан                                                   |
| «Манчестер Юнайтед» выиграл со счётом 4:0 по сумме двух матчей | «Манчестер Юнайтед» выиграл со счётом 4:0 по сумме двух матчей | «Манчестер Юнайтед» выиграл со счётом 4:0 по сумме двух матчей | Первый раунд   | «Бенфика» вышла в следующий раунд по правилу выездного гола | «Бенфика» вышла в следующий раунд по правилу выездного гола | «Бенфика» вышла в следующий раунд по правилу выездного гола |
| Сараево                                                        | 0:0                                                            | Манчестер Юнайтед                                              | Второй раунд   | Бенфика                                                     | 2:0                                                         | Сент-Этьен                                                  |
| Манчестер Юнайтед                                              | 2:1                                                            | Сараево                                                        | Второй раунд   | Сент-Этьен                                                  | 1:0                                                         | Бенфика                                                     |
| «Манчестер Юнайтед» выиграл со счётом 2:1 по сумме двух матчей | «Манчестер Юнайтед» выиграл со счётом 2:1 по сумме двух матчей | «Манчестер Юнайтед» выиграл со счётом 2:1 по сумме двух матчей | Второй раунд   | «Бенфика» выиграла со счётом 2:1 по сумме двух матчей       | «Бенфика» выиграла со счётом 2:1 по сумме двух матчей       | «Бенфика» выиграла со счётом 2:1 по сумме двух матчей       |
| Манчестер Юнайтед                                              | 2:0                                                            | Гурник (Забже)                                                 | Четвертьфиналы | Вашаш                                                       | 0:0                                                         | Бенфика                                                     |
| Гурник (Забже)                                                 | 1:0                                                            | Манчестер Юнайтед                                              | Четвертьфиналы | Бенфика                                                     | 3:0                                                         | Вашаш                                                       |
| «Манчестер Юнайтед» выиграл со счётом 2:1 по сумме двух матчей | «Манчестер Юнайтед» выиграл со счётом 2:1 по сумме двух матчей | «Манчестер Юнайтед» выиграл со счётом 2:1 по сумме двух матчей | Четвертьфиналы | «Бенфика» выиграла со счётом 3:0 по сумме двух матчей       | «Бенфика» выиграла со счётом 3:0 по сумме двух матчей       | «Бенфика» выиграла со счётом 3:0 по сумме двух матчей       |
| Манчестер Юнайтед                                              | 1:0                                                            | Реал Мадрид                                                    | Полуфиналы     | Бенфика                                                     | 2:0                                                         | Ювентус                                                     |
| Реал Мадрид                                                    | 3:3                                                            | Манчестер Юнайтед                                              | Полуфиналы     | Ювентус                                                     | 0:1                                                         | Бенфика                                                     |
| «Манчестер Юнайтед» выиграл со счётом 4:3 по сумме двух матчей | «Манчестер Юнайтед» выиграл со счётом 4:3 по сумме двух матчей | «Манчестер Юнайтед» выиграл со счётом 4:3 по сумме двух матчей | Полуфиналы     | «Бенфика» выиграла со счётом 3:0 по сумме двух матчей       | «Бенфика» выиграла со счётом 3:0 по сумме двух матчей       | «Бенфика» выиграла со счётом 3:0 по сумме двух матчей       |

### «Бенфика»

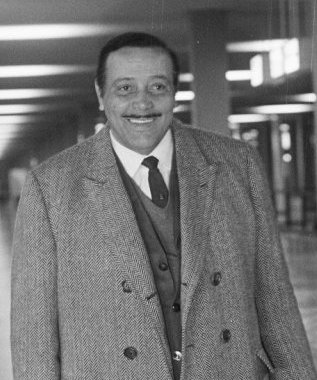
Отто Глория, главный тренер «Бенфики»

«Бенфика» получила право сыграть в Кубке европейских чемпионов сезоне 1967/68 в качестве чемпиона Португалии сезона 1966/67. Лиссабонский клуб в восьмой раз участвовал в главном футбольном еврокубковом турнире, который уже успел дважды выиграть (в сезонах 1960/61 и 1961/62).
В первом раунде «Бенфика» встретилась с североирландским «Глентораном» из Белфаста. Несмотря на то, что португальский клуб был явным фаворитом, первый матч на стадионе «Овал» сенсационно завершился вничью 1:1: североирландцы забили уже на 10-й минуте с пенальти, и только за четыре минуты до окончания встречи Эйсебио смог сравнять счёт. Ответный матч в Лиссабоне не менее сенсационно завершился без забитых мячей, несмотря на атакующий напор португальцев. «Бенфика» прошла в следующий раунд по правилу выездного гола: это был первый случай применения данного правила в еврокубках.
Во втором раунде португальский клуб сыграл против французского «Сент-Этьена». В первой домашней игре «Бенфика» одержала победу со счётом 2:0 благодаря голам Жозе Аугушту и Эйсебио, в ответной игре во Франции португальцы проиграли с минимальным счётом, но по сумме двух матчей прошли дальше.
В четвертьфинале «Бенфике» противостоял венгерский клуб «Вашаш». Первый матч, который прошёл в Будапеште, завершился вничью 0:0. В ответной игре в Лиссабоне португальцы разгромили соперника со счётом 3:0 благодаря «дублю» Эйсебио и голу Жозе Аугушту Торриша.
В полуфинале «Бенфика» встретилась с итальянским «Ювентусом». В первом матче, на своём поле, португальский клуб одержал победу со счётом 2:0 (авторами голов стали Эйсебио и Торриш). В ответной игре в Турине «Бенфика» ещё увеличила своё преимущество благодаря единственному голу Эйсебио. Португальский клуб в пятый раз за восемь сезонов вышел в финал Кубка европейских чемпионов.

### «Манчестер Юнайтед»

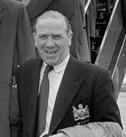
Мэтт Басби, главный тренер «Манчестер Юнайтед»

«Манчестер Юнайтед» получил право сыграть в Кубке европейских чемпионов сезоне 1967/68 в качестве чемпиона Англии сезона 1966/67. Английская команда в шестой раз участвовала в главном футбольном еврокубковом турнире. Наивысшим достижением клуба до этого момента был выход в полуфинал (трижды: в сезонах 1956/57, 1957/58 и 1965/66).
«Юнайтед» начал свою еврокубковую кампанию с первого раунда, в котором встретился с клубом «Хибернианс» с Мальты. В первом матче на «Олд Траффорд» англичане разгромили соперника со счётом 4:0 благодаря «дублям» Дэвида Сэдлера и Дениса Лоу. В ответном матче была зафиксирована безголевая ничья.
Во втором раунде «Юнайтед» играл с югославской командой «Сараево». Первый матч в Югославии завершился без забитых мячей. В ответном матче счёт открыл «Манчестер Юнайтед» благодаря голу Джона Астона, затем судья удалил игрока «Сараево» Фахрудина Прляцу за грубый фол на Джордже Бесте. Бест вскоре после этого забил второй гол «Юнайтед». За три минуты до конца югославская команда отыграла один мяч. Тем не менее, английский клуб одержал победу со счётом 2:1 и прошёл в следующий раунд.
В четвертьфинале английская команда встретилась с польским клубом «Гурник». В первой игре «Юнайтед» обыграл соперника со счётом 2:0 (первый гол был забит усилиями Беста, но его записали как автогол защитника поляков, второй гол забил Брайан Кидд). Ответная игра состоялась 13 марта 1968 года в польском городе Забже. Шёл снег, часть поля была покрыта льдом, из-за чего главный тренер «Юнайтед» Мэтт Басби даже попросил у судьи Кончетто Ло Белло перенести игру из-за плохих погодных условий, но получил отказ. Поляки выиграли этот матч со счётом 1:0, но по сумме двух игр в полуфинал вышли англичане. Для «Манчестер Юнайтед» это был четвёртый выход в полуфинал Кубка европейских чемпионов, но предыдущие три полуфинала команда Басби проиграла.
В полуфинале «Манчестер Юнайтед» ожидало противостояние с испанским клубом «Реал Мадрид», шестикратным победителем Кубка европейских чемпионов. В первом матче испанцы играли от обороны, «Юнайтед» доминировал на протяжении всей игры, создав множество голевых моментов, но забил только один мяч усилиями Джорджа Беста. В ответной игре на своём поле испанцы пошли в атаку с первых минут. В первом тайме игроки «Реала» забили 4 гола, однако один из них — в свои ворота. После первого тайма «Реал» выигрывал со счётом 3:1 (или 3:2 по сумме двух матчей). В перерыве Басби поменял тактику со схемы 5-3-2 на 4-3-3, передвинув Сэдлера из центра обороны в нападение к Бесту и Кидду. Расчёт Басби оправдался: на 75-й минуте Сэдлер забил гол, сравняв счёт по сумме двух матчей. Ещё через три минуты Бест прошёл по правому флангу, обыграл двух защитников и сделал пас в центр на подключившегося к атаке защитника «Юнайтед» Билла Фоулкса. Фоулкс мощным ударом послал мяч в угол ворот «Реала». Игра завершилась со счётом 3:3, а по сумме двух матчей в финал вышел «Манчестер Юнайтед».

## Перед матчем

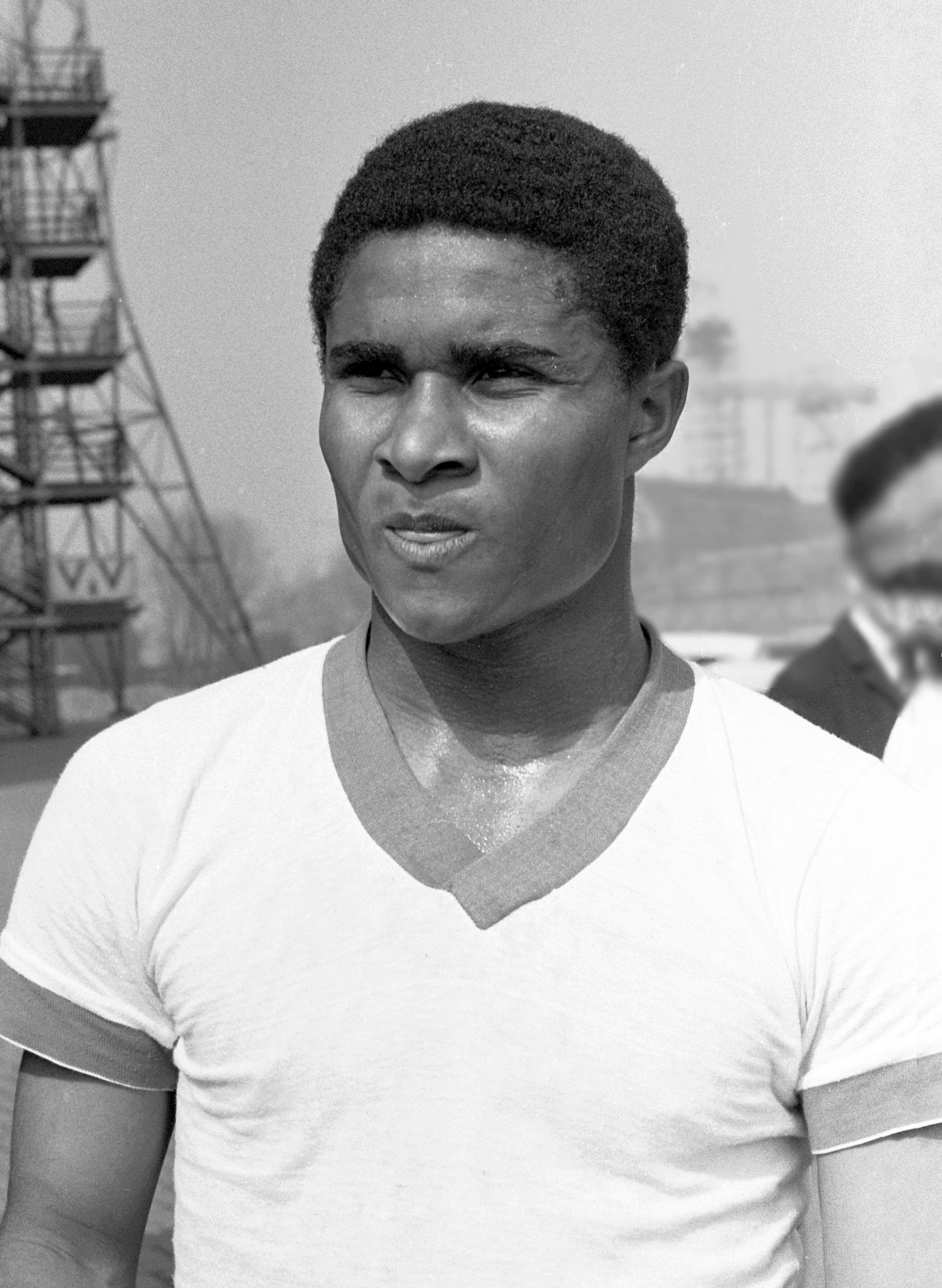
Эйсебио, лучший бомбардир «Бенфики» в сезоне 1967/68

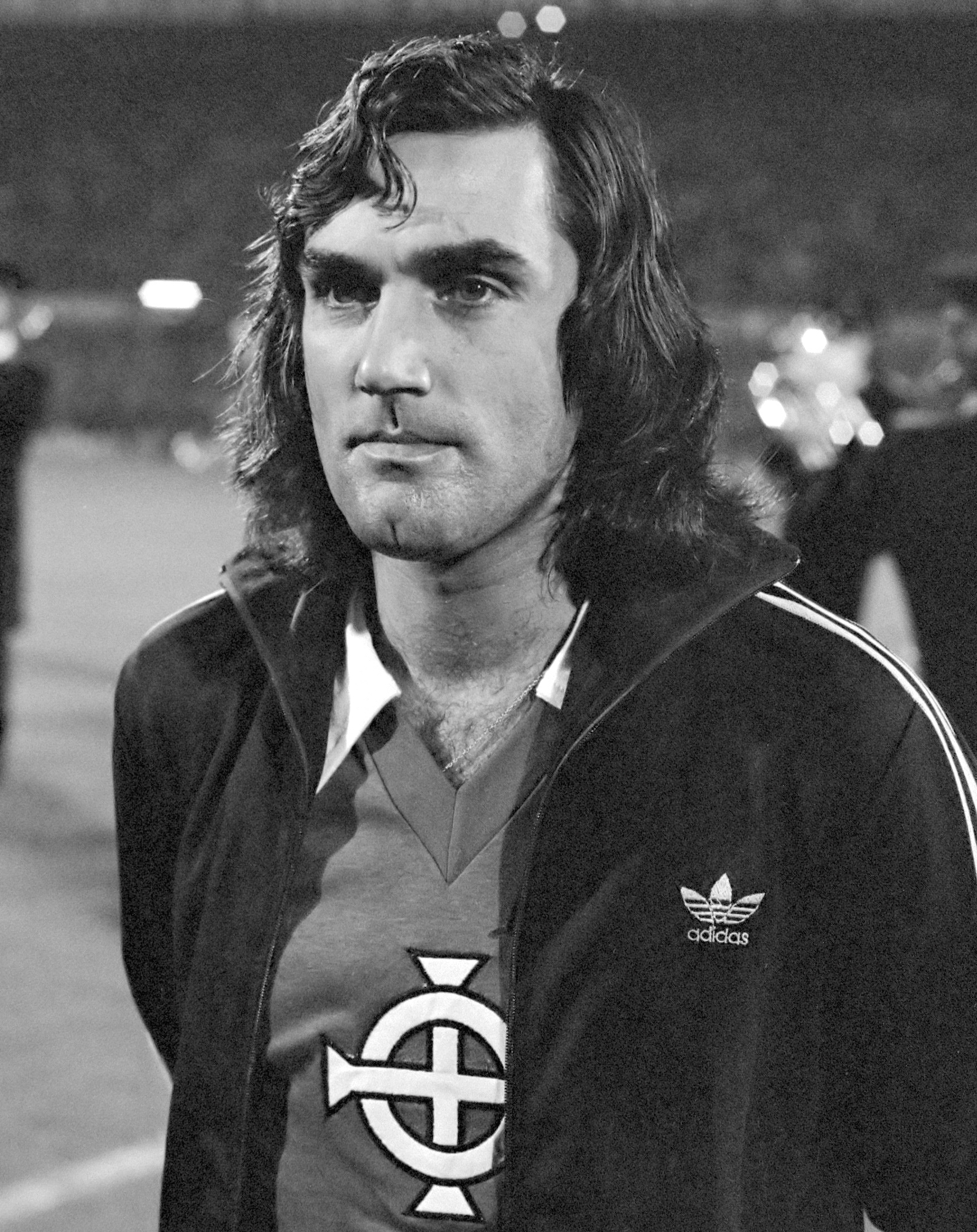
Джордж Бест, лучший бомбардир «Манчестер Юнайтед» в сезоне 1967/68

Местом проведения финала Кубка европейских чемпионов 1967/68 был выбран лондонский стадион «Уэмбли», который уже во второй раз принимал финал этого турнира (ранее стадион принял финал Кубка европейских чемпионов 1963 года).
Для «Бенфики» этот финал Кубка европейских чемпионов стал пятым: в 1961 и 1962 годах португальский клуб одерживал победы в турнире, а в 1963 и 1965 годах потерпел поражения (причём в 1963 году «Бенфика» проиграла «Милану» именно на «Уэмбли»). Для «Манчестер Юнайтед» это был первый финал Кубка европейских чемпионов.
К моменту проведения финала команды уже завершили выступления в национальных турнирах. «Бенфика», как и годом ранее, выиграла чемпионат Португалии. «Манчестер Юнайтед» занял в чемпионате второе место, уступив два очка ставшему чемпионом «Манчестер Сити».
Лучшим бомбардиром «Бенфики» в сезоне 1967/68 был Эйсебио, который накануне финала имел на своём счету 50 забитых мячей во всех турнирах (включая 42 гола в чемпионате и 6 голов в Кубке европейских чемпионов). У «Манчестер Юнайтед» лучшим бомбардиром был североирландец Джордж Бест, к моменту финала забивший 31 мяч во всех турнирах. Перед матчем обе команды получили установку уделять особое внимание опеке именно этих игроков в составах соперника.
Бест был одним из игроков легендарной «святой троицы» «Манчестер Юнайтед», в которую, помимо североирландца, входили англичанин Бобби Чарльтон и шотландец Денис Лоу. Однако Лоу пропускал финал из-за травмы колена. Шотландский нападающий «Юнайтед» наблюдал за матчем по телевизору из своей больничной палаты госпиталя Сент-Джозефа в Манчестере.
Несмотря на еврокубковый опыт «Бенфики», британская пресса перед матчем отдавала предпочтение «Манчестер Юнайтед», хотя и отмечала опасность, исходящую от Эйсебио. В частности, газета «Гардиан» называла английский клуб «явным фаворитом», а London Evening Standard отмечала, что противостояние может решить Бест, которому в борьбе с Фернанду Крушем, кроме его собственной отваги, может понадобиться и «помощь» от главного судьи матча Кончетто Ло Белло.
Португальская газета Diário de Lisboa отмечала уверенную игру «Бенфики» в обороне — клуб пропустил за весь текущий розыгрыш турнира только два мяча, из которых лишь один с игры (другой — с пенальти). В составе англичан наибольшую опасность португальская пресса видела в Бесте и Чарльтоне, тогда как в своей команде она выделяла Эйсебио, Торриша и Симойнша.
Как английская, так и португальская пресса особо выделяли намечавшееся противостояние Эйсебио и Нобби Стайлза, отмечая, что в нём может решиться ход матча. Английский полузащитник Нобби Стайлз должен был заниматься персональной опекой «Чёрной пантеры» (прозвище Эйсебио). Стайлз был известен неуступчивостью и жёсткой манерой игры. За два года до этого он в целом успешно сдерживал атакующие действия Эйсебио в полуфинале чемпионата мира, и, хотя португалец смог забить один мяч, англичане вышли в финал турнира и в итоге выиграли чемпионат мира.
Португальцы после прилёта в Англию остановились в отеле на границе Эппинг Форест в окрестностях Лондона, тогда как игроки «Юнайтед» остановились в Эгаме, графство Суррей.
Нападающий «Бенфики» Антониу Симойнш вспоминал:
Мы прибыли [в Англию] за три или четыре дня до игры, потому что, в отличие от нынешних времён, у нас не было частного самолёта или специальных мест [в самолёте], или чего-то подобного. Мы даже еду брали с собой, когда играли в гостях.
Симойнш рассматривал игру как «великолепную возможность для мести» за полуфинал чемпионата мира, проигранный португальцами англичанам на мировом первенстве два года назад.
На предматчевой конференции главный тренер «Бенфики», Отто Глория, предсказал:
Они [Манчестер Юнайтед] будут атаковать всей командой и защищаться всей командой. Нам стоит опасаться высокого темпа игры.
Главный тренер «Юнайтед» Мэтт Басби заявил перед матчем:
Я уверен, что мы сможем выиграть и сделать этот вечер самым счастливым в моей жизни. Это реабилитирует нас за то ужасное разочарование, когда мы проиграли «Партизану» два года назад.
Ввиду того, что первым комплектом форм у обеих команд были красные футболки, перед матчем было решено использовать выездные комплекты: игроки «Манчестер Юнайтед» вышли в синих футболках, игроки «Бенфики» — в белых.

## Обзор матча

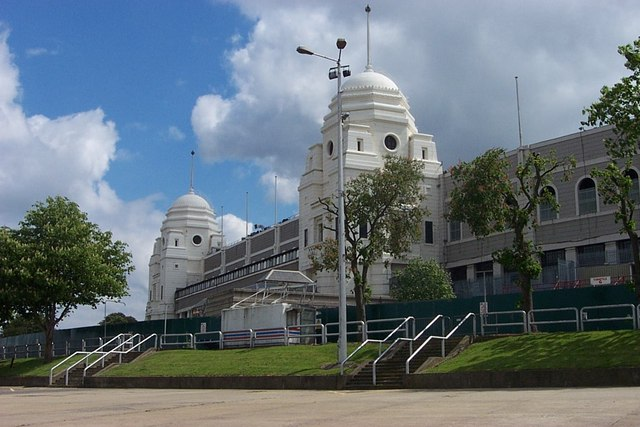
Стадион «Уэмбли», место проведения финала

В вечер финала в Лондоне было тепло и влажно.
Оба клуба использовали расстановку «4—3—3»: четыре защитника (два центральных и два фланговых), три полузащитника и три нападающих (два крайних и один центрфорвард).
Первый тайм прошёл в осторожной манере: игроки «Бенфики» уделяли максимальное внимание опеке Джорджа Беста, тогда как их оппоненты опекали Эйсебио. Беста в первом тайме несколько раз свалили с ног защитники «Бенфики» Фернанду Круш и Умберту Фернандеш. Нобби Стайлз в целом удачно сдерживал Эйсебио: в первом тайме португальскому бомбардиру только однажды удалось ускользнуть от плотной опеки Стайлза — после неточной передачи Беста Торриш перехватил мяч, отдал его Эйсебио, после чего «Чёрная пантера» мощно пробил по воротам «Юнайтед» с 25 ярдов, но его удар попал в штангу.
Главный судья матча, итальянец Кончетто Ло Белло, позволял игрокам довольно жёсткие стыки, показав за весь матч только одну жёлтую карточку (Умберту Фернандешу на 20-й минуте за грубую игру против Беста).
Через восемь минут после начала второго тайма счёт в игре был открыт. Дэвид Сэдлер навесил в штрафную португальцев с левого фланга, а Бобби Чарльтон точно пробил головой в дальний угол ворот Жозе Энрике. На 79-й минуте «Бенфика» сравняла счёт: Жозе Торриш головой скинул мяч на ход Жайме Граса, который поразил ворота Алекса Степни.
За несколько минут до окончания основного времени матча Эйсебио сумел освободиться от опеки Стайлза и сильно пробил по воротам «Юнайтед». Алекс Степни намертво забрал этот мяч. Эйсебио так высоко оценил этот «сейв», что остановился, чтобы поаплодировать вратарю «Манчестер Юнайтед».
Степни позднее вспоминал:
Эйсебио впервые в матче ускользнул от опекавшего его Нобби Стайлза за четыре минуты до конца матча и побежал к моим воротам. Сначала я решил, что смогу забрать мяч, и двинулся вперёд, но мяч затормозил на пышном газоне «Уэмбли», и великий португалец добрался до него. Мне оставалось только слегка отойти назад, чтобы ему было сложнее подсечь мяч, и встать прямо перед ним. Вместо того, чтобы пробить в угол на точность, он [Эйсебио] решил пробить на силу, как он любил делать. Его яростный удар пушечным ядром ударил мне в грудь — я всем говорю, что логотип Mitre до сих пор впечатан в мою кожу! Но я сумел удержать мяч. Оглядываясь назад, я думаю, что это был переломный момент матча, так как вряд ли мы бы смогли отыграться после счёта 2:1 на такой поздней стадии игры.
At first, I thought I could claim the ball, so I advanced, but it was held up on the lush Wembley grass and the great Portuguese was through.
Now all I could do was step back slightly so it would be harder for him to chip, and stand up straight. Instead of slotting it, he elected to try and burst the net, which he loved to do. His ferocious shot cannoned into my chest - I tell everybody that the Mitre logo is still imprinted on my skin! - and I managed to hold on to it.
После окончания основного времени матч перешёл в овертайм. Во время короткого перерыва уставшие игроки обеих команд сели на газон, члены тренерского штаба растирали им ноги и делали массаж.
Уже через две минуты после возобновления игры в овертайме Алекс Степни далеко выбил мяч, Кидд скинул его головой на Беста, а североирландец, освободившись от защитников «Бенфики», обвёл вратаря и закатил мяч в уже пустые ворота.
Степни вспоминал:
Перед тем, как мы забили наш первый гол [в дополнительное время], я забрал мяч после кросса и бросил его Тони Данну [левому защитнику «Юнайтед»], но он так сильно устал, что отпасовал мне обратно. Затем я увидел Шея Бреннана, правого защитника, но он тоже не хотел мяч, и он снова вернулся ко мне. Мне оставалось только выбить мяч подальше, и это было лучшим, что я сделал в жизни, так как Брайан Кидд каким-то образом получил мяч и сбросил его Бесту, который был в отличной форме и всё ещё [быстро] бегал. Он получил мяч, обвёл Мариу Колуну, их капитана, после чего обвёл вратаря, Жозе Энрике, и забил. Если и выбирать единственного парня, которому ты бы хотел отдать мяч в ноги, чтобы он всё это сделал, это был Джордж, и было видно, что они [португальцы] мгновенно сдулись.
Если вспомнить 1999 год [финал Лиги чемпионов УЕФА 1999 года], когда Уле [Сульшер] забил победный мяч, игроки «Баварии» просто упали на газон. У нас [в 1968 году] было примерно то же самое. Затем забил Брайан [Кидд], у которого был 19-й день рождения, забил Бобби, и всё было кончено. Всё это ещё до того, как были сыграны 10 минут дополнительного времени; «Бенфика» знала, что они проиграли.
«Юнайтед» увеличил своё преимуществ через две минуты: после скидки мяча от партнёра Брайан Кидд пробил головой, его первый удар вратарь португальцев Жозе Энрике отбил, однако прямо на Кидда, который вторым ударом головой отправил мяч в сетку ворот «Бенфики». На 99-й минуте Бобби Чарльтон забил четвёртый гол «Юнайтед», установив в матче окончательный счёт: 4:1 в пользу «Манчестер Юнайтед».

## Отчёт о матче
| Бенфика   | 1:4 (доп. вр.) | Манчестер Юнайтед                        |
| --------- | -------------- | ---------------------------------------- |
| Граса 79′ | (отчёт)        | - Чарльтон 53′ 99′ - Бест 92′ - Кидд 94′ |

| Бенфика | Манчестер Юнайтед |

| Бенфика:        |    |                     |     |
|                 |    |                     |     |
| Вр              | 1  | Жозе Энрике         |     |
| Защ             | 2  | Адолфу Калишту      |     |
| Защ             | 3  | Умберту Фернандеш   | 20' |
| Защ             | 4  | Жасинту Сантуш      |     |
| Защ             | 5  | Фернанду Круш       |     |
| ПЗ              | 6  | Жайме Граса         |     |
| ПЗ              | 7  | Мариу Колуна (к)    |     |
| ПЗ              | 8  | Жозе Аугушту        |     |
| Нап             | 9  | Жозе Аугушту Торриш |     |
| Нап             | 10 | Эйсебио             |     |
| Нап             | 11 | Антониу Симойнш     |     |
| Запасной:       |    |                     |     |
| Вр              | 12 | Алфреду Нашименту   |     |
| Главный тренер: |    |                     |     |
| Отто Глория     |    |                     |     |

| Манчестер Юнайтед: |    |                    |
|                    |    |                    |
| Вр                 | 1  | Алекс Степни       |
| Защ                | 2  | Шей Бреннан        |
| Защ                | 5  | Билл Фоулкс        |
| Защ                | 10 | Дэвид Сэдлер       |
| Защ                | 3  | Тони Данн          |
| ПЗ                 | 4  | Падди Креранд      |
| ПЗ                 | 9  | Бобби Чарльтон (к) |
| ПЗ                 | 6  | Нобби Стайлз       |
| Нап                | 7  | Джордж Бест        |
| Нап                | 8  | Брайан Кидд        |
| Нап                | 11 | Джон Астон         |
| Запасной:          |    |                    |
| Вр                 | 12 | Джимми Риммер      |
| Главный тренер:    |    |                    |
| Мэтт Басби         |    |                    |

## Зрители и болельщики
Матч проходил в среду, посреди рабочей недели. Несмотря на это, «Уэмбли» был заполнен целиком, подавляющее большинство зрителей были болельщиками английской команды. Португальская газета A comarca de Arganil сообщила, что в день игры по Лондону прошлись также группы португальских болельщиков с песнями, кричалками и большим флагом «Бенфики». Множество болельщиков приехало в Лондон из Манчестера, преодолев более 200 миль, причём многие даже не имели билетов, надеясь приобрести билет в Лондоне уже перед самой игрой. Спекулянты предлагали билеты по завышенным более чем в десять раз ценам, из-за чего были случаи насильственного отъёма билетов у таких перекупщиков на улицах Лондона. В португальской прессе сообщалось, что лондонская полиция конфисковала 2000 поддельных билетов на матч.
Один из английских болельщиков, Пит Молинью, вспоминал:
Мы выехали в автобусе из Уайтфилда, Манчестер, в тот славный день.
Дорога заняла от шести до семи часов, но на каждой станции техобслуживания, где мы останавливались, были тысячи болельщиков «Юнайтед». Люди ехали автостопом, ехали на грузовиках с молоком, лишь бы добраться туда [в Лондон].
Тогда ещё не было вражды между разными группами болельщиков. Даже те, кто болел не за «Юнайтед», выходили на улицы, демонстрируя свою поддержку, и аплодировали тренеру «Юнайтед».
Когда мы попали на стадион, я помню большую группу болельщиков «Манчестер Юнайтед» с Мальты. В воздухе стоял постоянный шум.
The journey took between six and seven hours but every service station we stopped at was filled with thousands of United supporters. People were hitch-hiking and getting lifts on milk lorries to get there.
There was no animosity between supporters then. Non-United fans were lining the streets to show their support and cheering the United coach.
Юные болельщики «Манчестер Юнайтед» оказались перед дилеммой: посмотреть матч, прогуляв уроки в школе и подвергшись телесному наказанию (ударам тростью), или пропустить такую важную игру.
Болельщик «Манчестер Юнайтед» Пит Молинью, который в 1968 году был школьником, рассказал по этому поводу:
Ассоциация директоров школ сказала, что дети, которые не придут на занятия, будут признаны прогульщиками, если не принесут билеты на матч в школу в качестве доказательства и не получат формальное разрешение на поездку. В школе были ребята, которые поехали на матч, не сделав этого, и на следующий день их били тростью. Сейчас это звучит по-драконовски, но тогда всё было иначе. Началось всё с истории о том, что некоторые школы закрывали глаза на отсутствие учеников в тот день, тогда как другие школы заняли жёсткую позицию и грозили рассматривать это как прогул.
Казалось, что по этому поводу высказывалась вся страна. В газету „Таймс“ приходили письма от солдат, в которых утверждалось, что страна деградирует.
Но в моей иерархии потребностей просмотр матча «Юнайтед» был важнее, чем урок математики или истории.
There were lads at school who went to the game without doing that and got the cane the next day. It sounds draconian but things were different back then.
It started with a story about some schools turning a blind eye to absentees on the day compared with schools that were taking a hard-line stance and threatening to treat the matter as truancy.
The whole nation had a view. Bombardiers were writing letters to the Times saying it was an example of the country going downhill.
За матчем наблюдали не только вживую, но и по телевидению: по оценке «Би-би-си», игру посмотрело 250 миллионов телезрителей, что стало самой большой телеаудиторией после финала чемпионата мира 1966 года.
Члены парламента Великобритании во время матча рассматривали транспортный законопроект в Палате общин. Помощник министра транспорта Стивен Сиунглер сообщил им всем: «расслабьтесь, счёт 4:1». Спикер спросил: «Это окончательный счёт?», на что Суинглер ответил утвердительно, после чего по залу заседаний Палаты общин пронёсся «восторженный рёв».

## После матча
«Манчестер Юнайтед» стал первым английским клубом, выигравшим главный клубный трофей в Европе, а для португальцев это поражение в финале Кубка европейских чемпионов стало третьим за шесть лет.
30 мая лиссабонская газета Diário de Lisboa вышла с заметкой «Банкротство защиты „Бенфики“ на „Уэмбли“» (порт. Bancarrota da defesa do Benfica en Wembley). Португальский корреспондент отметил, что защита «Бенфики», в целом удачно справлявшаяся с атаками «Манчестер Юнайтед» на протяжении всего матча, «была дезориентирована» после начала дополнительного времени, пропустив три мяча за семь минут. Оценивая индивидуальные действия футболистов, португальский корреспондент отметил в составе «Бенфики» хорошую игру вратаря команды Энрике, защитника Круша, а также Жозе Аугушту и Эйсебио, в составе «Манчестер Юнайтед» — «великолепную» игру вратаря Степни, полузащитников Креранда (корреспондент назвал его «мотором команды»), Чарльтона, Астона и «выдающегося» Беста. Также в португальском обзоре матча отмечалось, что судья Кончетто Ло Белло был «чересчур безразличен» к проявлениям грубой игры некоторыми футболистами.
Игрок «Бенфики» Антониу Симойнш объяснял поражение своей команды индивидуальными действиями Джорджа Беста:
«Манчестер Юнайтед» в любом случае был очень сильной командой с двумя или тремя фантастическими игроками, но когда Джордж [Бест] ловит кураж, обходит двух или трёх игроков на маленьком участке поля и забивает гол, что вообще можно сделать? Есть вещи, которые не остановить. Посмотрите сейчас на Лионеля Месси. Вы знаете, что он будет делать, но он всё равно это делает. Майкл Джордан делал то же самое в НБА… Когда они в ударе, у таких игроков, как Бест, Месси и Джордан, столько таланта, что их не удержать.
Главный тренер «Бенфики» Отто Глория после матча посетовал, что трое португальских игроков (Адолфу, Колуна и Торриш) получили «повреждения» в начале игры и поэтому не смогли продемонстрировать свою лучшую форму, однако признал, что в итоге «победила лучшая команда». Вратарь португальцев Хосе Энрике поздравил «Манчестер Юнайтед» с победой и пожелал удачи в розыгрыше Межконтинентального кубка. Эйсебио, забивавшего во всех раундах того розыгрыша Кубка европейских чемпионов и бывшего лучшим бомбардиром турнира, так расстроило поражение его команды, что он отказался общаться с журналистами. Много лет спустя в интервью газете «Гардиан» португалец отметил, что ключевым моментом игры стал эпизод, когда в концовке основного времени матча Алекс Степни взял его удар, однако сослался на то, что был «не в лучшей форме: позднее в правом колене обнаружили небольшой перелом», поэтому он пробил с левой ноги. Эйсебио заметил, что поражение его расстроило, однако он поздравил игроков «Юнайтед» после матча.
После финального свистка все игроки и члены тренерского штаба «Юнайтед» принялись обниматься и праздновать победу. Особенно эмоциональным тот вечер стал для выживших в мюнхенской катастрофе 1958 года: игроков Бобби Чарльтона и Билла Фоулкса и главного тренера Мэтта Басби.
Чарльтон вспоминал:
Когда прозвучал свисток, мы с Мэттом [Басби] обнялись. Мне не нужно было ничего говорить старику, этого не требовалось. Я точно знал, о чём он думает. Помню, что я тогда думал, что это наивысшее достижение. И это был наш долг, это стало нашим семейным делом.
Билл Фоулкс отметил:
Вечером перед финалом у нас было командное собрание, и все согласились, что мы должны выиграть ради них [малышей Басби]. Когда мы выиграли, я почувствовал грусть. Мои мысли были о парнях, погибших в Мюнхене.
Перед вручением медалей и победного кубка некоторые игроки «Юнайтед» предложили, чтобы трофей поднял Мэтт Басби. Однако тот отказался, и победный кубок поднял над головой капитан «Манчестер Юнайтед» Бобби Чарльтон.
Для главного тренера «Юнайтед» та победа знаменовала не только триумф его нынешней команды, но и память о погибших «малышах Басби». В 1956 году именно Басби настоял на том, чтобы «Манчестер Юнайтед» сыграл в Кубке европейских чемпионов вопреки сопротивлению Футбольной ассоциации Англии, и отчасти он винил себя в гибели игроков в Мюнхене в 1958 году. Басби вспоминал: «Когда Бобби [Чарльтон] поднял кубок, я словно очистился. Это облегчило боль и чувство вины за то, что мы отправились в Европу. Это стало моим оправданием».
Также Басби заметил:
Я горжусь своими парнями. Они вышли на матч с горящими сердцами и показали всем, из чего сделан «Манчестер Юнайтед». Это самая потрясающая вещь, случавшаяся в моей жизни, и сейчас я самый гордый человек в Англии.
После победы в Кубке европейских чемпионов «Манчестер Юнайтед» получил право сыграть в Межконтинентальном кубке против аргентинского клуба «Эстудиантес», победителя Кубка Либертадорес. В Аргентине эту игру рассматривали как «хорошую возможность взять реванш» у англичан после поражения сборной Аргентины в плей-офф чемпионата мира 1966 года. По итогам двухматчевого противостояния Межконтинентальный кубок выиграл аргентинский клуб.
В 1968 году Джордж Бест, забивший один из голов в финале Кубка европейских чемпионов, был признан лучшим футболистом года по версии Ассоциации футбольных журналистов и получил «Золотой мяч» как лучший футболист года в Европе. В том же году Мэтт Басби был посвящён в рыцари королевой Елизаветой II, получив титул рыцаря-командора (KBE).